# Castillo de Bunratty
El castillo de Bunratty fue construido en 1425. Está situado en el municipio de Newmarket-on-Fergus, en el condado de Clare, en la República de Irlanda. Con su estilo de edificación denominado arquitectura normanda, se encuentra en el centro del pueblo de Bunratty, a lo largo de la N19, entre las ciudades de Limerick y Ennis, en las proximidades del río Fergus (River Fergus) y el aeropuerto de Shannon.

## El nombre
El nombre de Bunratty (Bun Raite o Bun na Raite en irlandés) significa el fondo o el extremo del río (Ratty). El río que bordea el castillo desemboca, no lejos de allí, en el estuario del río Shannon, en el Océano Atlántico.

## Historia
El lugar sobre el que actualmente se asienta el castillo fue ocupado primero por los vikingos, hacia el año 970, quienes instalaron allí un campo destinado al comercio con los irlandeses de la zona.
En el año 1270, Robert de Muscegros construyó la primera fortaleza, en forma de una mota castral o mota feudal, como era habitual entre los normandos, para asegurar el control del territorio. Se trataba básicamente de una edificación construida con madera.
Poco después, las tierras y la primitiva fortaleza pasaron a poder de Thomas de Clare, señor de Thomond, que edificó la primera estructura permanente del castillo con materiales duraderos. En esos momentos, la ciudad de Bunratty contaba ya con 1000 habitantes.
En 1318, el hijo de Thomas, Richard de Clare, nuevo señor del castillo, resultó muerto en el curso de la batalla de Dysert O'Dea. Tanto el castillo como la ciudad de Bunratty fueron completamente destruidos por el clan vencedor, los O'Brien.
En 1332, poco después de la reconstrucción del castillo por cuenta del rey de Inglaterra, el castillo quedó de nuevo arrasado en un ataque de los guerreros de los Thomond, vasallos de los O'Brien y de los MacNamara.
En 1353, tras haberse mantenido en ruinas durante 21 años, el castillo fue reconstruido una vez más, en esta ocasión por sir Thomas Rokeby, para ser casi inmediatamente asaltado y tomado por los irlandeses, quienes lo mantuvieron en su poder ininterrumpidamente desde entonces.
El castillo, en la forma que ha llegado hasta nosotros, fue construido por la familia MacNamara hacia 1425, antes de pasar unos 50 años después a manos de los O'Brien, el clan más poderoso de Munster.

## Bunratty en el presente
Actualmente, tanto el castillo como el parque temático adjunto se encuentran bajo la gestión de Shannon Development.
El conjunto forma un apreciado destino turístico, especialmente debido a su proximidad al aeropuerto de Shannon. El castillo ha sido objeto de una cuidada restauración, y su interior ha sido amueblado con tapices y objetos de los siglos XIV al XVII, aunque ciertamente muy pocos de esos objetos procedan del propio castillo. Cada noche se organizan dos banquetes medievales en el gran salón del castillo.
El parque folklórico de Bunratty es en realidad un pueblo campesino reconstruido, con sus calles del siglo XIX, y dotado de escuela, pub, tiendas (quincallería, textiles) e iglesia, todo ello abierto a la visita turística. También hay ocho granjas (con su correspondiente fuego de turba en la chimenea), un molino hidráulico, una forja, diversos elementos de material de uso agrícola y animales vivos, junto con una cuidada selección de mobiliario rústico.

## Galería

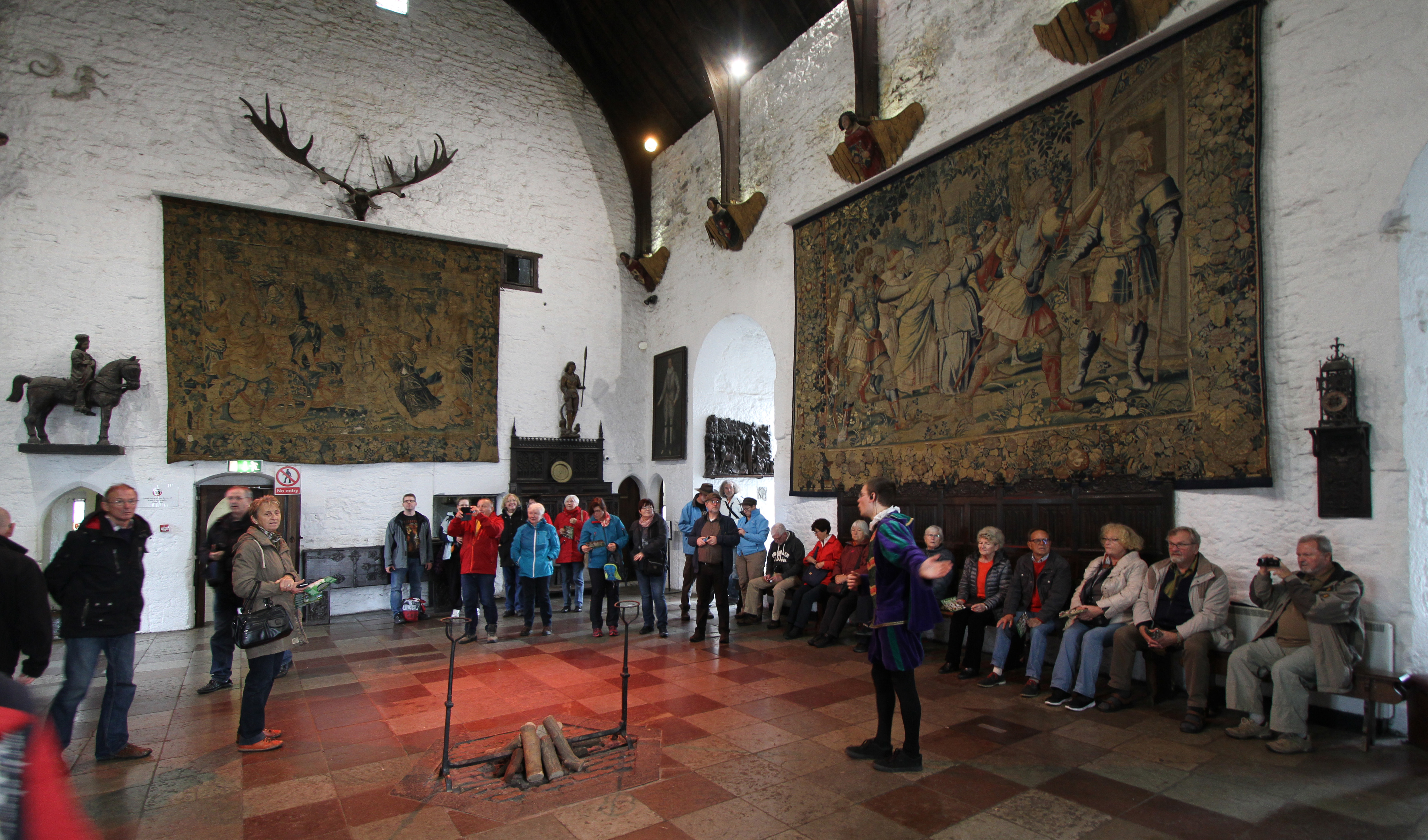
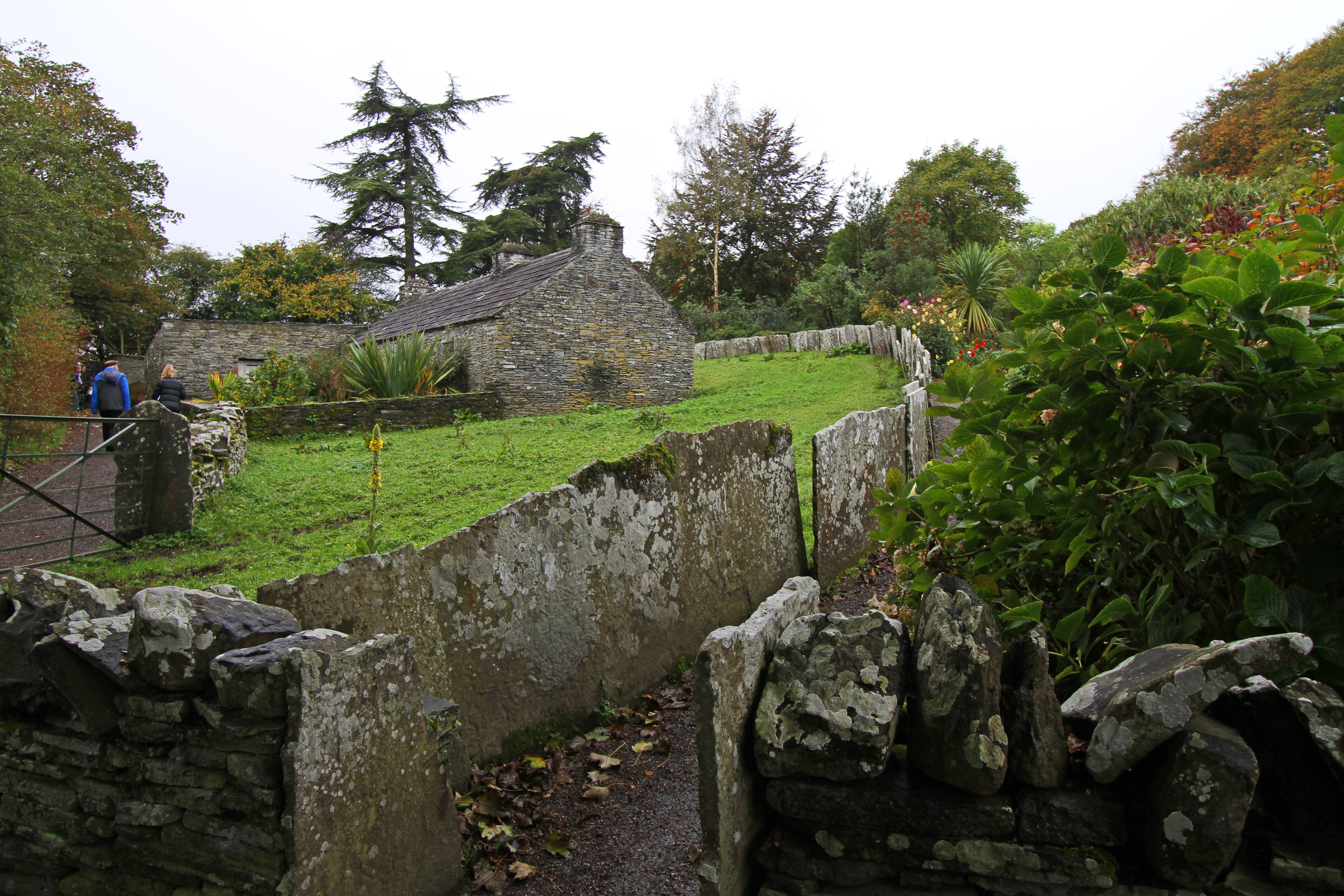
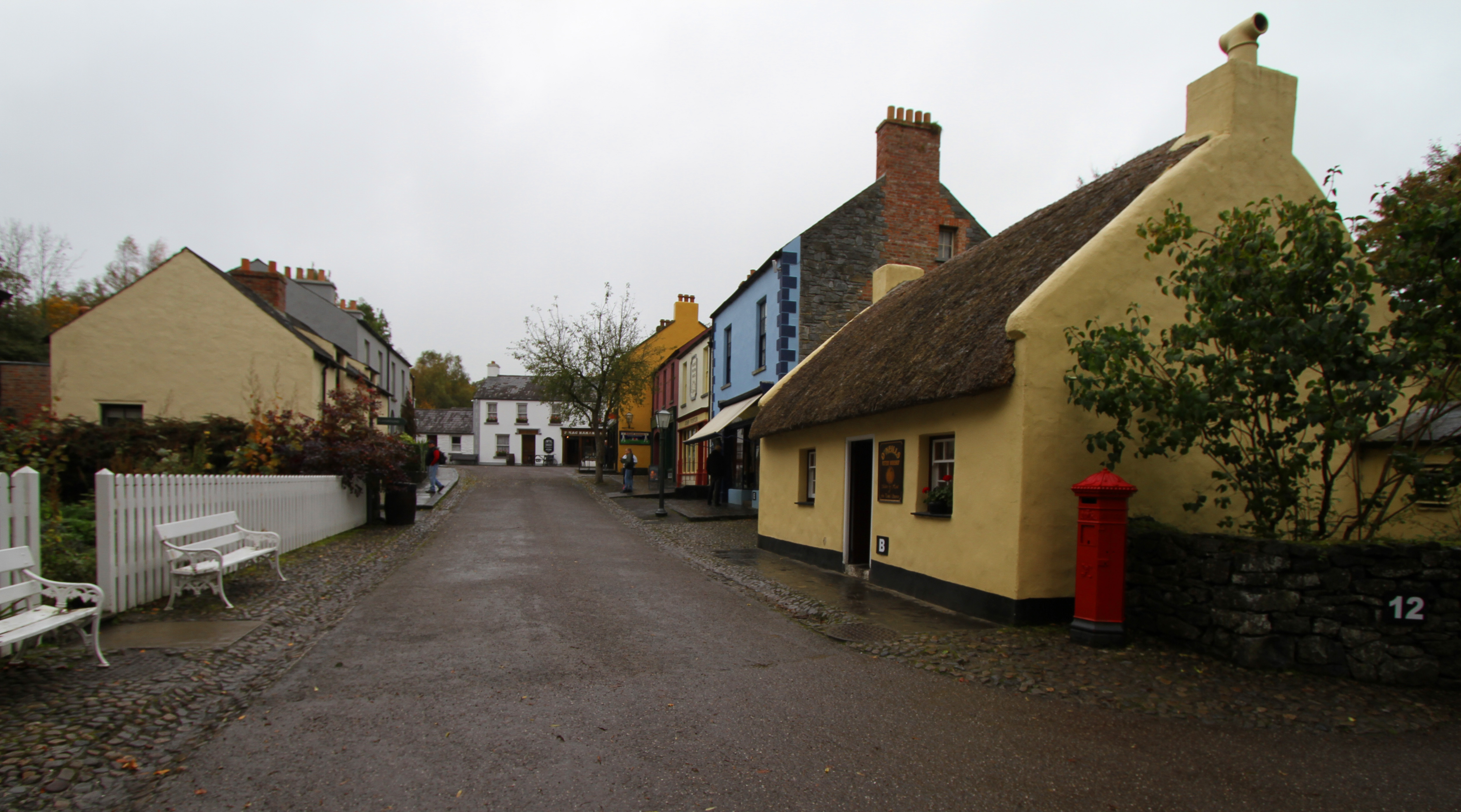
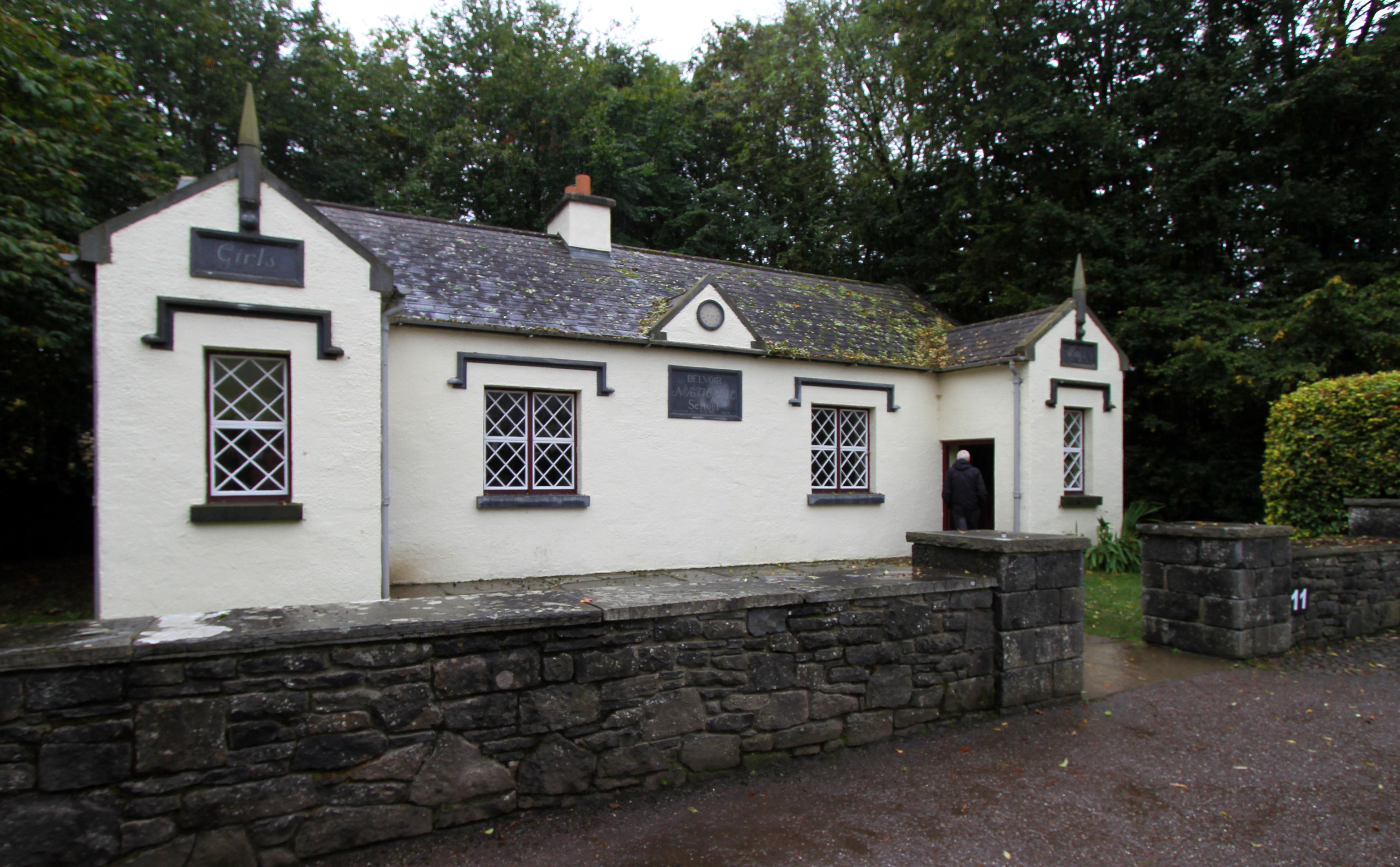
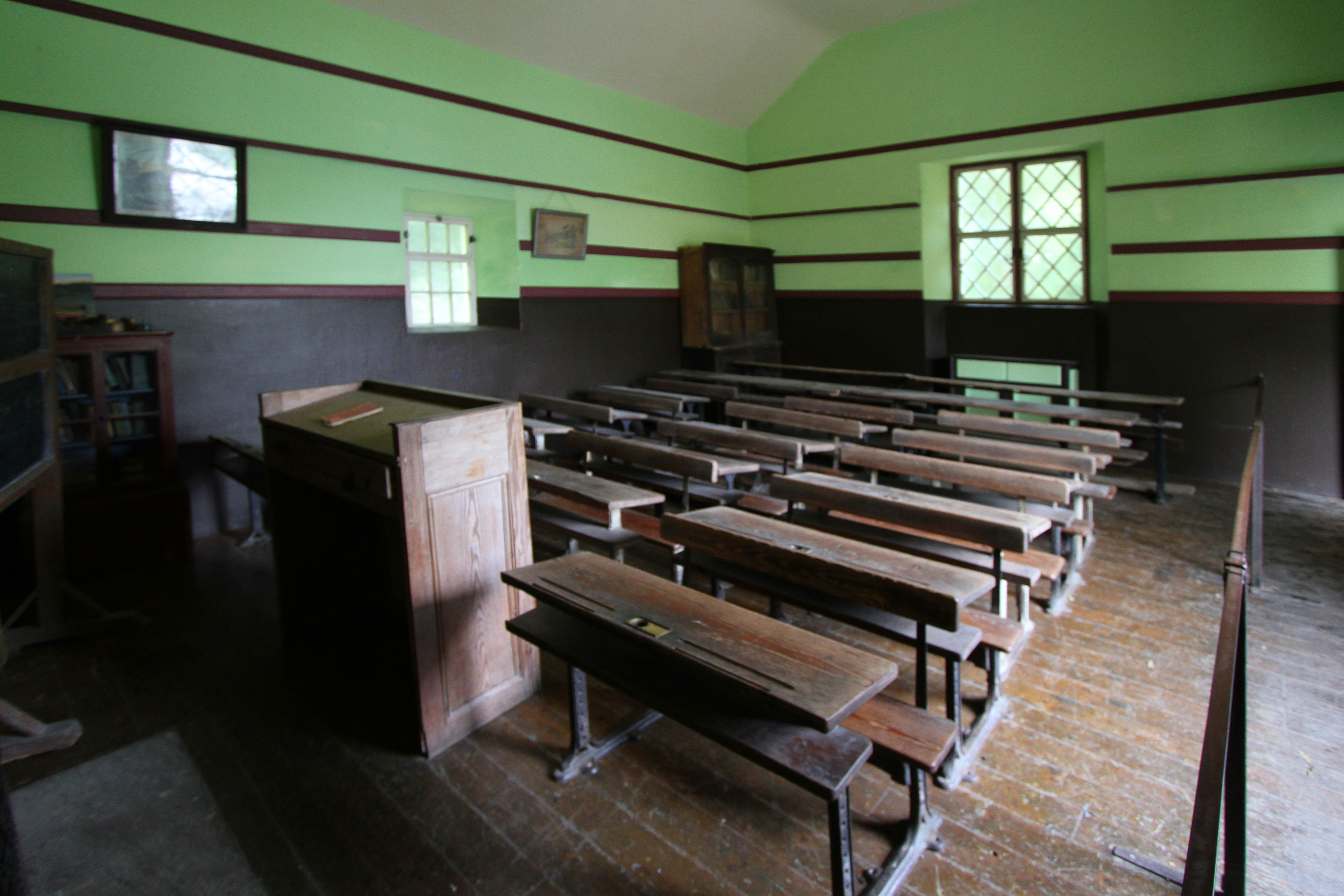
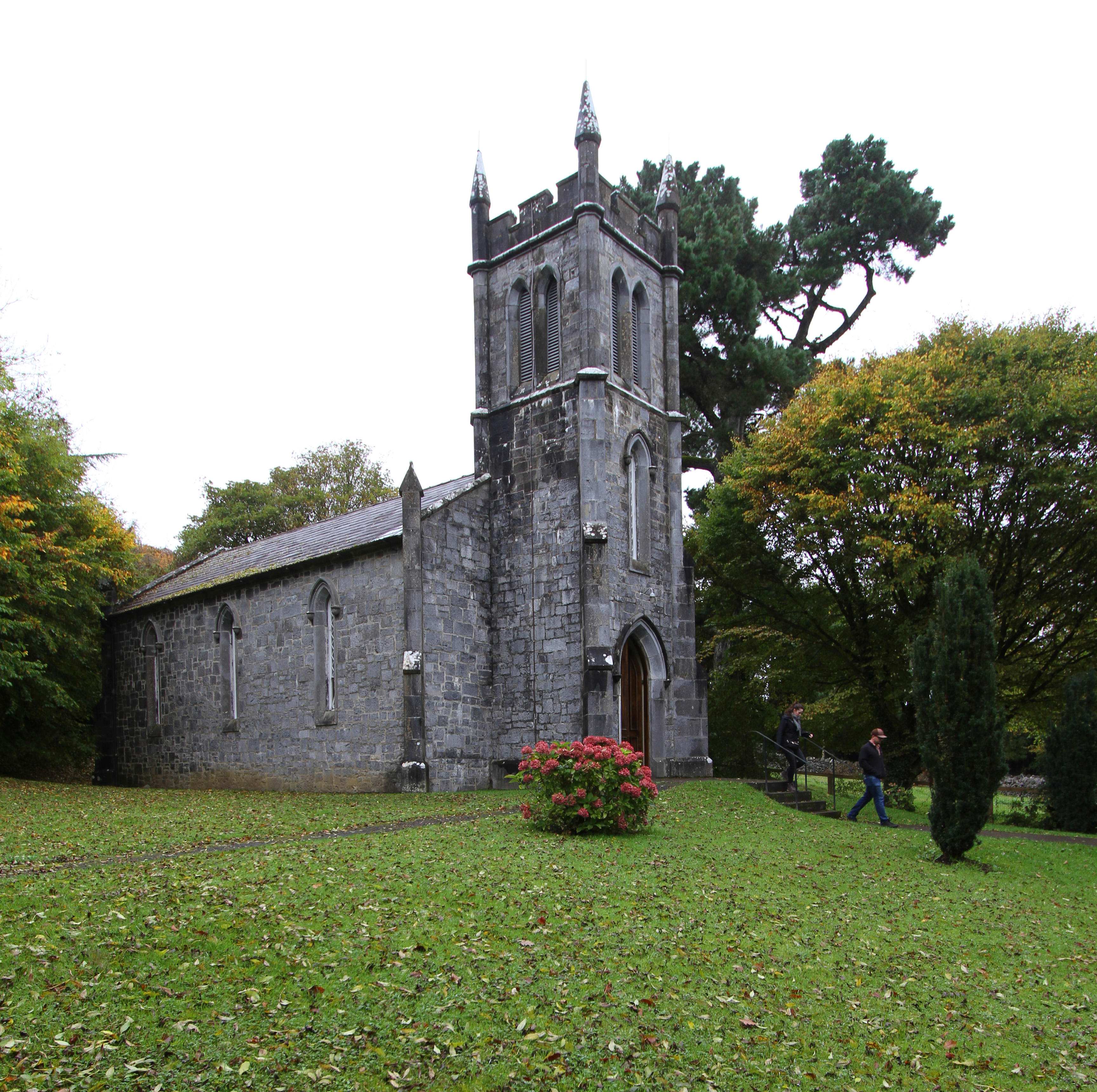